# 南屏乡 (宁强县)
南屏乡是中国陕西省汉中市宁强县下辖的一个乡。

## 行政区划
南屏乡下辖以下行政区：
太星垭村、茶园沟村、金家坎村、唐家沟村、瓦窑坪村、黄家坝村、白岩洞村、水磨坝村